# 玛丽亚·布兰丁
玛丽亚·布兰丁（瑞典語：Maria Brandin，1963年9月4日—），瑞典女子赛艇运动员。她曾代表瑞典参加世界赛艇锦标赛，获得一枚金牌和二枚铜牌。她也曾参加1988年、1992年、1996年和2000年夏季奥运会。